# Thermarces pelophilum
Thermarces pelophilum är en fiskart som beskrevs av Geistdoerfer, 1999. Thermarces pelophilum ingår i släktet Thermarces och familjen tånglakefiskar. Inga underarter finns listade i Catalogue of Life.